# Untavi
Untavi ist eine Ortschaft im Departamento Oruro im Hochland des südamerikanischen Andenstaates Bolivien.

## Lage im Nahraum
Untavi liegt in der Provinz Saucarí und ist zentraler Ort des Cantón Untavi im Municipio Toledo. Die Ortschaft liegt auf einer Höhe von 3708 m wenige Kilometer vom Feuchtgebiet des Poopó-See entfernt. Die Ortschaft Untavi ist Teil des Subkantons Untavi, der acht Ortschaften umfasst und 470 Einwohner zählt.

## Geographie
Untavi liegt nordwestlich des Poopó-Sees am Ostrand des Altiplano vor der Cordillera Azanaques, die ein Teil der Gebirgskette der Cordillera Central ist. Das Klima ist ein typisches Tageszeitenklima, bei dem die täglichen Temperaturschwankungen stärker ausfallen als die Schwankungen zwischen den Jahreszeiten.
Die mittlere Durchschnittstemperatur der Region liegt bei knapp 9 °C (siehe Klimadiagramm Pampa Aullagas) und schwankt zwischen 4 °C im Juni und Juli und 11 °C in den Sommermonaten von November bis März. Der Jahresniederschlag beträgt weniger als 300 mm, bei einer ausgeprägten Trockenzeit von April bis November mit Monatsniederschlägen unter 15 mm, und einem Höchstwert von 75 mm im Januar.

## Verkehrsnetz
Untavi liegt in einer Entfernung von 105 Straßenkilometern südwestlich von Oruro, der Hauptstadt des Departamentos.
Die 279 Kilometer lange Nationalstraße Ruta 12 führt von Oruro aus in südwestlicher Richtung vorbei an Toledo und Ancaravi zur chilenischen Grenze. Vierzehn Kilometer südwestlich von Toledo zweigt der „Camino Untavi“ von der Ruta 12 nach Südosten ab, der auf 54 Kilometern vorbei an Challa Cruz nachUntavi führt und weiter zur Ortschaft Andamarca.

## Bevölkerung
Die Einwohnerzahl der Ortschaft ist in dem Jahrzehnt zwischen den beiden letzten Volkszählungen unverändert geblieben:
| Jahr | Einwohner         | Quelle       |
| ---- | ----------------- | ------------ |
| 1992 | keine Detaildaten | Volkszählung |
| 2001 | 113               | Volkszählung |
| 2012 | 115               | Volkszählung |
| 2024 |                   | Volkszählung |

Die Region weist einen deutlichen Anteil an Aymara-Bevölkerung auf, im Municipio Toledo sprechen 69,2 Prozent der Bevölkerung Aymara.